# لهراسب شهبازي (مقاطعة فيروزآباد)
لهراسب شهبازي (بالإنجليزية: Mazraeh-ye Lohrasb Shahbazi)‏ هي human-geographic territorial entity تقع في فارس في إيران.